# عبد الصمد الخامنئي
عبد الصمد بن محمد باقر الخامنئي التبريزي (1805 - 1893) فقيه جعفري وشاعر إيراني قاجاري. ولد في خامنه من أعمال تبريز في أذربيجان الإيرانية بعائلة مسلمة أثنا عشرية آذرية. درس العلوم الإسلامية في مسقط رأسه، ثم قصد مدينة النجف، فدرس الأدب العربي. عمل بالتدريس والتأليف. نظم الشعر بالعربية وله عدة قصائد وردت في «المآثر والآثار»، وكان له ديوان مخطوط، جمعه سلمان الخاقاني وطبعه سنة 1994. توفي في تبريز عن 88 عامًا.

## سيرته
ولد عبد الصمد بن محمد باقر الخامنئي التبريزي في خامنه من أعمال تبريز بإيالة آذربيجان القاجارية الإيرانية سنة 1220 هـ/ 1805 م. درس مقدمات العلوم الإسلامية في مسقط رأسه وتبريز ثم هاجر إلى النجف وأخذ عن علمائها وشيوخها، وعاد إلى وطنه وأصبح إمام الجمعة والجماعة وواصل علمه العلمي في التدريس والتأليف. نظم باللغتين العربية والفارسية وأكثر منه. 

توفي في مدينة تبريز أو يقال في مسقط رأسه خامنه سنة 1893 م/ 1311 هـ. 

## شعره
ذكره عبد العزيز البابطين في معجمه وقال «شاعر مقلد، نظم في الأغراض المألوفة، له مدائح نبوية تحافظ على التقاليد الشعرية، فتبدأ بالنسيب، كما أن صورها مستمدة من معجم الغزل العربي القديم، ومدائحه تتناول مراحل ومواقف السيرة العطرة، فينظم في الرحلة من يثرب إلى مكة، وغير ذلك، له مدائح وغزليات لا تخلو من صور كثيرة الدوران في هذين الغرضين، وأخص ما تظهر في مطالعه، إذ يستوقف الركب والصاحبين ويبكي ويدعو بالسقيا ويودع الأهل، وغير ذلك من المعاني المألوفة في تراث الغزل الرمزي، يسوقها في لغة عذبة سلسة طيعة في دلالاتها رشيقة في بنيتها الصوتية حسنة في تراكيبها.» له قصيدة يثنى بها علي الرضا أنشاءها عند زيارته العتبة الرضوية. وله أيضًا تخميس قصيدة الفرزدق في علي بن الحسين.  أوله:

## مؤلفاته
له ديوان شعر كبير جمعه سلمان الخاقاني سنة 1994 وطبعه بعنوان «مقتطفات من ديوان أديب العلماء الشيخ عبد الصمد بن محمد باقر الخامنئي»، وله أيضًا كتابات وتعليقات طبع بعضها.